# Panama op de Olympische Zomerspelen 1984
Panama nam deel aan de Olympische Zomerspelen 1984 in Los Angeles, Verenigde Staten. 

## Deelnemers en resultaten

### Atletiek
| Olympiër          | Discipline | Resultaat | Prestatie                                           |
| ----------------- | ---------- | --------- | --------------------------------------------------- |
| Alfonso Pitters   | 100m (m)   | 33e       | serie 11: 2de in 10,50 kwartfinale 1: 8ste in 10,63 |
| Florencio Aguilar | 200m (m)   | 40e       | serie 3: 4de in 21,50                               |

### Gewichtheffen
| Olympiër        | Discipline  | Resultaat | Prestatie                                                    |
| --------------- | ----------- | --------- | ------------------------------------------------------------ |
| José Díaz       | -52kg (m)   | 7e        | trekken: 8ste met 95kg stoten: 4de met 125kg totaal: 220kg   |
| Tómas Rodríguez | -60kg (m)   | 11e       | trekken: 8ste met 115kg stoten: 13de met 135kg totaal: 250kg |
| Ricardo Salas   | -82,5kg (m) | DNF       | trekken: geen geldige poging stoten: 12de met 172,5kg        |

### Schermen
| Olympiër       | Discipline | Resultaat | Prestatie |
| -------------- | ---------- | --------- | --- |
| Barbra Higgins | floret (v) | 42e       | groep 5: 7de V van FRA Modaine: 1-5 V van GBR Thurley: 1-5 V van ITA Cicconetti: 1-5 V van CHN Li: 0-5 V van JPN Oikawa: 0-5 V van CAN Mitchell: 3-5 |

### Worstelen
| Olympiër    | Discipline  | Resultaat   | Prestatie                                                    |
| Vrije stijl | Vrije stijl | Vrije stijl | Vrije stijl                                                  |
| ----------- | ----------- | ----------- | ------------------------------------------------------------ |
| Saúl Leslie | -57kg (m)   | 13e         | groep A: 7de V van PUR Cáceres: 0,5-3,5 V van IND Singh: 0-4 |

### Zwemmen
| Olympiër         | Discipline          | Resultaat | Prestatie                                         |
| ---------------- | ------------------- | --------- | ------------------------------------------------- |
| Manuel Gutiérrez | 100m schoolslag (m) | 26e       | serie 3: 5de in 1.06,07                           |
| Manuel Gutiérrez | 200m schoolslag (m) | 16e       | serie 2: 2de in 2.23,02 finale B: 8ste in 2.23,13 |
| Manuel Gutiérrez | 200m wisselslag (m) | DSQ       | serie 5: gediskwalificeerd                        |

Algerije · Amerikaanse Maagdeneilanden · Andorra · Antigua en Barbuda · Argentinië · Australië · Bahama’s · Bahrein · Bangladesh · Barbados · België · Belize · Benin · Bermuda · Bhutan · Birma · Bolivia · Bondsrepubliek Duitsland · Botswana · Brazilië · Britse Maagdeneilanden · Canada · Centraal-Afrikaanse Republiek · Chili · China · Chinees Taipei · Colombia · Congo-Brazzaville · Costa Rica · Cyprus · Denemarken · Djibouti · Dominicaanse Republiek · Ecuador · Egypte · El Salvador · Equatoriaal-Guinea · Fiji · Filipijnen · Finland · Frankrijk · Gabon · Gambia · Ghana · Grenada · Griekenland · Groot-Brittannië · Guatemala · Guinee · Guyana · Haïti · Honduras · Hongkong · Ierland · IJsland · India · Indonesië · Irak · Israël · Italië · Ivoorkust · Jamaica · Japan · Joegoslavië · Jordanië · Kaaimaneilanden · Kameroen · Kenia · Koeweit · Lesotho · Libanon · Liberia · Liechtenstein · Luxemburg · Madagaskar · Malawi · Maleisië · Mali · Malta · Marokko · Mauritanië · Mauritius · Mexico · Monaco · Mozambique · Nederland · Nederlandse Antillen · Nepal · Nicaragua · Nieuw-Zeeland · Niger · Nigeria · Noord-Jemen · Noorwegen · Oeganda · Oman · Oostenrijk · Pakistan · Panama · Papoea-Nieuw-Guinea · Paraguay · Peru · Portugal · Puerto Rico · Qatar · Roemenië · Rwanda · Salomonseilanden · Samoa · San Marino · Saoedi-Arabië · Senegal · Seychellen · Sierra Leone · Singapore · Soedan · Somalië · Spanje · Sri Lanka · Suriname · Swaziland · Syrië · Tanzania · Thailand · Togo · Tonga · Trinidad en Tobago · Tsjaad · Tunesië · Turkije · Uruguay · Venezuela · Verenigde Arabische Emiraten · Verenigde Staten · Zaïre · Zambia · Zimbabwe · Zuid-Korea · Zweden · Zwitserland